# 六足亞門
六足亞門（學名：Hexapoda）是節肢動物門中的最大一個亚门（依其物種數量），也是整个动物界物种多样性最繁盛的一个类群。六足亚门包括昆蟲綱（外颚纲）和内颚纲两个纲，前者为冠群，后者包括彈尾目、原尾目和雙尾目三個較小的無翅陆生節肢動物类群（這些都曾經被認為是昆蟲）。「六足亞門」這一名源自其最獨特的特徵：胸段上都長有三對共六只腿，不像大多數節肢動物那样會有多於三對腿而且可能长在腹段上。

## 形態特徵
六足亞門的身體可以分成前面的頭部、胸部和後面的腹部。頭部是由最前節通常帶有眼睛的口前葉，和之後的六節所組成，全部都緊密地結合在一起，並附有如下的肢體：
第一節 無
第二節 觸角，但在原尾目中沒有
第三節 無
第四節 上顎
第五節 下顎
第六節 唇片
嘴位於第四節和第五節之間，且被由第六節伸出來，稱之為唇片的凸出物覆蓋住。昆蟲綱的口器是外露的，而其他類群的口器則是內藏在頭部的。類似的肢體也可以在單肢亞門和甲殼亞門中被找到。
胸部是由三節所組成的，每一節都帶有一對腳。如同一般適應了陸地生命的節肢動物，每個腳都只有單一個由五節組成的步肢，而沒有在一些其他節肢動物中發現的鰓肢。大多數昆蟲的第二及第三節胸部也帶有翅膀。據猜測，昆蟲的翅膀可能和甲殼亞門的鰓肢是同源的，或者是發展自各節的伸展。
昆蟲的腹部是由十一節所組成的，原尾目是由十二節所組成的，而彈尾目則只有四到六節。腹部的肢體是極度退化的，只有生殖器的外部，以及有時在最後一節會有一對尾鬚。

## 譜系關係
基於形態上的相似，單肢亞門傳統上被認為和六足亞門最為親近，因此曾被認為可同歸於單肢動物此一亞門之中。但是，最新的研究對此提出了疑問，且顯示和六足亞門最為親近是似乎是甲殼亞門。非昆蟲的六足亞門動物在各方面被認為是單一個演化線（一般被歸為內口綱），或者是和昆蟲綱有著不同關係的數條線。特別是雙尾目，和昆蟲綱的關係比彈尾目或原尾目更為親近。亦有一些證據猜測六足亞門可能不是同源的，尤其彈尾目可能屬於其他類群。
分子分析猜測六足亞門是由其姐妹群 Xenocarida 分化出來的，大約在志留紀剛開始時，正好和陸地上的维管植物出現於同一時期。

## 外部連結
- 维基共享资源上的相關多媒體資源：六足亞門
- 維基物種上的相關：六足亞門
- 生命之树网络项目上有关六足亚门的信息 （页面存档备份，存于）